# Charles de Stabenrath
Charles de Stabenrath, né le 18 prairial an IX (7 juin 1801) à Hyères et mort le 27 octobre 1841 à Rouen, est un archéologue et historien français.

## Biographie
Fils du maréchal-de-camp Marie-Jean-Eléonore-Léopold baron de Stabenrath, Charles de Stabenrath, d’une famille originaire de Silésie, a fait, en dépit d’une constitution délicate de solides études achevées à Paris, à l’école François Ier, dirigé par Gonbeaux.
Après avoir étudié les mathématiques en vue d’intégrer l’École Polytechnique, il s’est réorienté vers le droit à la faculté de Paris. Après avoir été reçu avocat en 1826, il a été nommé juge-auditeur près le tribunal d’Évreux, puis substitut du procureur du Roi à Yvetot. Revenu à Évreux, en 1828, dans le même poste, il a été nommé, en 1831, procureur du roi à Louviers. Sa fermeté a permis, lors de la  Révolution de juillet, de ramener l’ordre et le calme dans la population. Vers la fin de 1830, il a été nommé substitut du procureur du Roi près le tribunal de Rouen, et ensuite juge d’instruction.
Lors son séjour à Évreux, l’historien Auguste Le Prevost l’a initié à l’archéologie en partageant ses connaissances sur les monuments anciens. On lui doit un grand nombre d’opuscules sur ce sujet, dont les plus saillantes sont les Notices sur l’Amphithéâtre de Doué (1832), sur les Découvertes faites à la Trigale, arrondissement d’Évreux (1833), sur les Histoires locales et en particulier sur celle du comté d’Évreux, sur l’Abbaye de l’Ile-Dieu, sur la Confrérie de Madame sainte Cécile (1833), sur Orderic Vital, etc.
Chercheur très actif, il a été élu membre de la Société d’agriculture, sciences, arts et belles-lettres d’Évreux, lors de son séjour dans cette ville. En 1832, Auguste Le Prévost et d’Eustache-Hyacinthe Langlois l’ont fait entrer à l’Académie des sciences, belles-lettres et arts de Rouen. En 1836, il a remplacé Emmanuel-Pierre Gaillard au poste de secrétaire perpétuel des lettres.
Collaborant activement à la Revue de Rouen et à l’Association normande, il a également intégré la Société libre d’émulation de Rouen, de la Commission des antiquités de Rouen, la Société des antiquaires de Normandie. Il était également correspondant de plusieurs autres Sociétés savantes.
Comme membre de la Commission des antiquités de Seine-Maritime, Il a préparé un dictionnaire de tous les lieux de l’Eure auxquels se rattachent des souvenirs, ainsi qu’une histoire complète du Palais de justice de Rouen qui, bien que terminée à sa mort, a dû être publiée à titre posthume. La maladie qui l’a prématurément emporté l’a également empêché de lithographier d’après nature l’abbé de La Rue, qu’il avait dessiné au premier Congrès scientifique tenu à Caen, au mois de juillet 1833.
Outre les Rapports annuels et les Notices nécrologiques qu’il a fournis à l’Académie, il a également produit quelques pièces de vers, soit originales, soit traduites ou imitées de Bürger, langue qu’il ignorait mais dont il devait l’intelligence à l’épouse perdue après quelques années de mariage. Il a également fait imprimer, pour un petit nombre d’amis, une comédie en un acte et en vers intitulée l’Actrice. Il a écrit des contes en prose, tels que Valentin, la Maison de Rochester, le Masque, etc.

## Publications

### Fiction
- La Maison de Rochester, Évreux, J. Ancelle, 1830 (lire en ligne sur Gallica).
- Valentin : conte fantastique, Évreux, J. Ancelle, 1832 (lire en ligne sur Gallica).
- L’Actrice, comédie en un acte et en vers, 1836.
- Le Prieuré des deux amants, 1836.

### Ouvrages
- Le Palais de Justice de Rouen, Rouen, Édet, 1842, 212 p., in-8º (lire en ligne).
- Confrérie de Madame Sainte Cécile à Évreux, Évreux, Ancelle fils, 1833.
- Notice sur les fouilles récemment faites dans une partie de la forêt de Beaumont-le-Roger (Eure) et sur les monumens qui y ont été découverts, Évreux, Ancelle fils, 1830.
- Apostolat de St-Taurin, évêque d’Évreux - Ruines d’anciens monumens, Pont-Audemer, A. Lecomte, 1836.
- Le fils de Hugues Callou : anecdote de l’an 1215, Rouen, Nicétas Périaux, 1837.
- Rapport fait à la Société par M. de Stabenrath, sur les nouvelles fouilles qu’elle avait fait entreprendre au Vieil-Évreux et qu’il s’était chargé de diriger, Évreux, Ancelle fils, 1831.
- État des fortifications et des enceintes de la ville d’Évreux, à diverses époques de son histoire, Évreux, Ancelle, 1835.

### Articles
- « Épitre en vers à M. Rever sur les ruines de Vieil-Évreux », Journal d’agriculture et du département de l’Eure, no 21,‎ 1829.
- « Henri d’Andelys », Journal d’agriculture et du département de l’Eure, no 22,‎ 1829.
- « Rapport sur l’ouvrage intitulé Recherches sur l’ancien forum Hadriani et ses vestiges près de la Haye, par M. le baron de Westreenen de Tielland », Journal d’agriculture et du département de l’Eure, no 23,‎ 1829.
- « Rapport sur l’ouvrage intitulé Recherches sur l’ancien forum Hadriani et ses vestiges près de la Haye, par M. le baron de Westreenen de Tielland », Notice et ballade sur Lénore, traduction en vers de Burger, no 24,‎ 1829.
- « Discours de réception à la Société d’agriculture d’Évreux », Recueil de la Société d'agriculture, sciences, arts et belles-lettres du département de l'Eure, Évreux, J. Ancelle, no 1,‎ 1830 (lire en ligne sur Gallica).
- « Notice sur les fouilles récemment faites dans une partie de la forêt de Beaumont-le-Roger », Recueil de la Société d'agriculture, sciences, arts et belles-lettres du département de l'Eure, Évreux, J. Ancelle, no 1,‎ 1830 (lire en ligne sur Gallica).
- « Rapport sur un Mémoire de M. Mangon de Lalande, sur Samarobriva », Recueil de la Société d'agriculture, sciences, arts et belles-lettres du département de l'Eure, Évreux, J. Ancelle, no 1,‎ 1830 (lire en ligne sur Gallica).
- « Un chapitre des mémoires de Franck-Pierre-Point », Recueil de la Société d'agriculture, sciences, arts et belles-lettres du département de l'Eure, no 2,‎ 1830.
- « Rapport fait à la Société d’agriculture de l’Eure sur les nouvelles fouilles qu’elle avait fait entreprendre au Vieil-Évreux », Recueil de la Société d'agriculture, sciences, arts et belles-lettres du département de l'Eure, no 5,‎ 1831.
- « Notice historique sur Orderic Vital », Recueil de la Société d'agriculture, sciences, arts et belles-lettres du département de l'Eure, no 6,‎ 1831.
- « Considérations sur les histoires locales et en particulier sur celle du comté d’Éreux », Recueil de la Société d'agriculture, sciences, arts et belles-lettres du département de l'Eure, no 8,‎ 1831.
- « Notice sur l’Amphithéâtre de Doué », Recueil de la Société d'agriculture, sciences, arts et belles-lettres du département de l'Eure, Évreux, J. Ancelle, no 1,‎ 1832 (lire en ligne sur Gallica).
- « Note sur un tombeau récemment découvert à Evreux », Recueil de la Société d'agriculture, sciences, arts et belles-lettres du département de l'Eure, Évreux, J. Ancelle, no 1,‎ 1832 (lire en ligne sur Gallica).
- « Histoire de la ville de Conches et de ses seigneurs », Précis de L’Académie de Rouen,‎ 1833.
- « Confrérie de Madame Sainte-Cécile à Évreux », 1833.
- « Mémoire sur les découvertes faites à la Trigale, etc. », 1833.
- « Esquisse historique du procès du Czarewitz Alexis », 1833.
- « État des fortifications et des enceintes de la ville d’Évreux, à diverses époques de son histoire », Recueil de la Société d'agriculture, sciences, arts et belles-lettres du département de l'Eure,‎ 1834, article no 1.
- « État des fortifications et des enceintes de la ville d’Évreux, à diverses époques de son histoire », Recueil de la Société d'agriculture, sciences, arts et belles-lettres du département de l'Eure,‎ 1835, article no 2.
- « Notice sur l’abbaye de l’Ile-Dieu », 1835.
- « Examen de l’histoire de Normandie de Th. Licquet », Revue de Rouen,‎ 1835.
- « Le couvent de Sainte-Barbe, près Louviers », Revue de Rouen,‎ 1835.
- « Séjour en Afrique souvenirs et impressions », 1836.
- « Apostolat de saint Taurin, évêque d’Évreux : Ruines d’anciens monuments », Revue historique des cinq départements de l’ancienne Normandie,‎ 1836.
- « Le Manuscrit des fontaines de Rouen », Revue de Rouen,‎ 1836.
- « Le village de Pêtre. Marie de France. - La loi des deux amants. - Palais de Charles-le-Chauve. - Pépin d’Aquitaine. », Précis de l’Académie de Rouen,‎ 1836-1837.
- « Rapport sur les travaux de l’Académie royale de Rouen », Précis analytique des travaux de l'Académie des sciences, belles-lettres et arts de Rouen,‎ 1837 (lire en ligne sur Gallica).
- « Discours prononcé en commençant ses fonctions de secrétaire-perpétuel de l’Académie, et notice sur Emmanuel Gaillard », Précis analytique des travaux de l'Académie des sciences, belles-lettres et arts de Rouen,‎ 1837 (lire en ligne sur Gallica).
- « Notice sur Pierre Périaux », Précis analytique des travaux de l'Académie des sciences, belles-lettres et arts de Rouen,‎ 1837 (lire en ligne sur Gallica).
- « Les Habitants de Villers-en-Bruyères », Revue de Rouen,‎ 1837.
- « Le Fils de Hugues Callou », Revue de Rouen,‎ 1837.
- « Action du Gouvernement sur la destruction et la conservation des monuments de l’antiquité et du moyen-âge », Revue de Rouen,‎ 1837.
- « Entrée-solennelle de François de Harlay, archevêque de Rouen », Revue de Rouen,‎ 1837.
- « Le Maréchal d’Ancre, gouverneur de la Normandie », Revue de Rouen,‎ 1837.
- « Rapport sur les travaux de l’Académie de Rouen », Précis analytique des travaux de l'Académie des sciences, belles-lettres et arts de Rouen,‎ 1838.
- « L’Abbé des Cornards », Revue de Rouen,‎ 1838.
- « Le 30 août et le 25 septembre 1635 », Revue de Rouen,‎ 1838.
- « Rapport sur les travaux de l’Académie de Rouen », Précis analytique des travaux de l'Académie des sciences, belles-lettres et arts de Rouen,‎ 1839.
- « Fragments de l’histoire de Rouen », Précis analytique des travaux de l'Académie des sciences, belles-lettres et arts de Rouen,‎ 1839.
- « Rapport sur les travaux de l’Académie de Rouen », Précis analytique des travaux de l'Académie des sciences, belles-lettres et arts de Rouen,‎ 1840.
- « Découverte d’un sépulcre antique dans les environs de Saumur », Précis analytique des travaux de l'Académie des sciences, belles-lettres et arts de Rouen,‎ 1840.
- « Notice nécrologique sur l’abbé Gossier », Précis analytique des travaux de l'Académie des sciences, belles-lettres et arts de Rouen,‎ 1840.
- « Notice nécrologique sur le baron Adam », Précis analytique des travaux de l'Académie des sciences, belles-lettres et arts de Rouen,‎ 1840.
- « Vitraux de l’église de Conches », Revue de Rouen,‎ 1840.
- « Louis XIII à Rouen », Revue de Rouen,‎ 1840.
- « Rapport sur les travaux de l’Académie de Rouen », Précis analytique des travaux de l'Académie des sciences, belles-lettres et arts de Rouen,‎ 1841.
- « Notice sur un manuscrit de Farin, relatif au Vieux-Château », Précis analytique des travaux de l'Académie des sciences, belles-lettres et arts de Rouen,‎ 1841.
- « Notice sur un manuscrit de Farin, relatif au Vieux-Château », Précis analytique des travaux de l'Académie des sciences, belles-lettres et arts de Rouen,‎ 1841.

### Traductions
- Gottfried August Bürger (trad. de l'allemand), « Bacchus », dans Recueil de la Société d’agriculture, sciences, arts et belles-lettres du département de l’Eure, Évreux, Jules Ancelle, 1832 (ISSN 2419-3305, lire en ligne sur Gallica).
- Gottfried August Bürger (trad. de l'allemand), « Ciel et Terre », dans Recueil de la Société d’agriculture, sciences, arts et belles-lettres du département de l’Eure, Évreux, Jules Ancelle, 1832 (ISSN 2419-3305, lire en ligne sur Gallica).